# Campeonato Paranaense
Campeonato Paranaense är distriktsmästerskapet i fotboll i delstaten Paraná i Brasilien. Mästerskapet har spelats sedan 1915 och de två framgångsrikaste klubbarna i mästerskapet är Coritiba med 35 mästerskapssegerar och Paranaense med 22 mästerskapssegrar. Sedan början av 1990-talet har även Paraná varit framgångsrika med 6 mästerskapssegrar på 7 säsonger mellan 1991 och 1997.